# Agylla sordida
Agylla sordida là một loài bướm đêm thuộc phân họ Arctiinae, họ Erebidae.